# 锡利群岛
锡利群岛（英語：Isles of Scilly，/ˈsɪli/ SIL-ee）位于英国西南部，距康瓦尔半岛西南端兰兹角45公里，主要由5座有人居住岛屿和许多无人定居的小岛组成。在行政上属于一个单一管理区，但是许多公共服务都与临近的康瓦尔郡相联系。
英国内战时期，锡利群岛一度被保皇派的騎士派占领，保皇派以此作为私掠荷兰商船的基地。1651年，當時海上帝國的荷兰帝國宣布向锡利群岛开战，宣战状态一直持续了335年，期间双方并未发生任何正面冲突，也无人员伤亡，是為三百三十五年战争。
2010年7月31日下午4点左右，3名英国人和1名爱尔兰人驾驶的“阿耳特弥斯”号抵达锡利群岛，他们是于同年6月17日从美国纽约出发，划船横渡大西洋，总用时43天21小时26分48秒，创造了一项新的记录。比挪威人保持了114年的55天划船横渡大西洋的前纪录快了11天。
2011年，位于群岛南部的圣艾格尼丝岛与古夫島等岛上棕鼠肆虐，对当地海鸟种群数量构成极大威胁。

英国政府批准的锡利群岛的旗帜

康沃尔公国旗帜，锡利群岛官方旗帜